# Mariahof (België)
Mariahof is een straat in Voeren, een gemeente in de Belgische provincie Limburg. De kleine veldweg loopt over het grondgebied van de deelgemeentes Sint-Martens-Voeren en 's-Gravenvoeren.
De veldweg verbindt het lager gelegen Sint-Martens-Voeren met het hoger gelegen La Heydt op de grens met Waalse Dalhem.
De straat is vernoemd naar de Hoeve Mariahof.

## Hoeve Mariahof

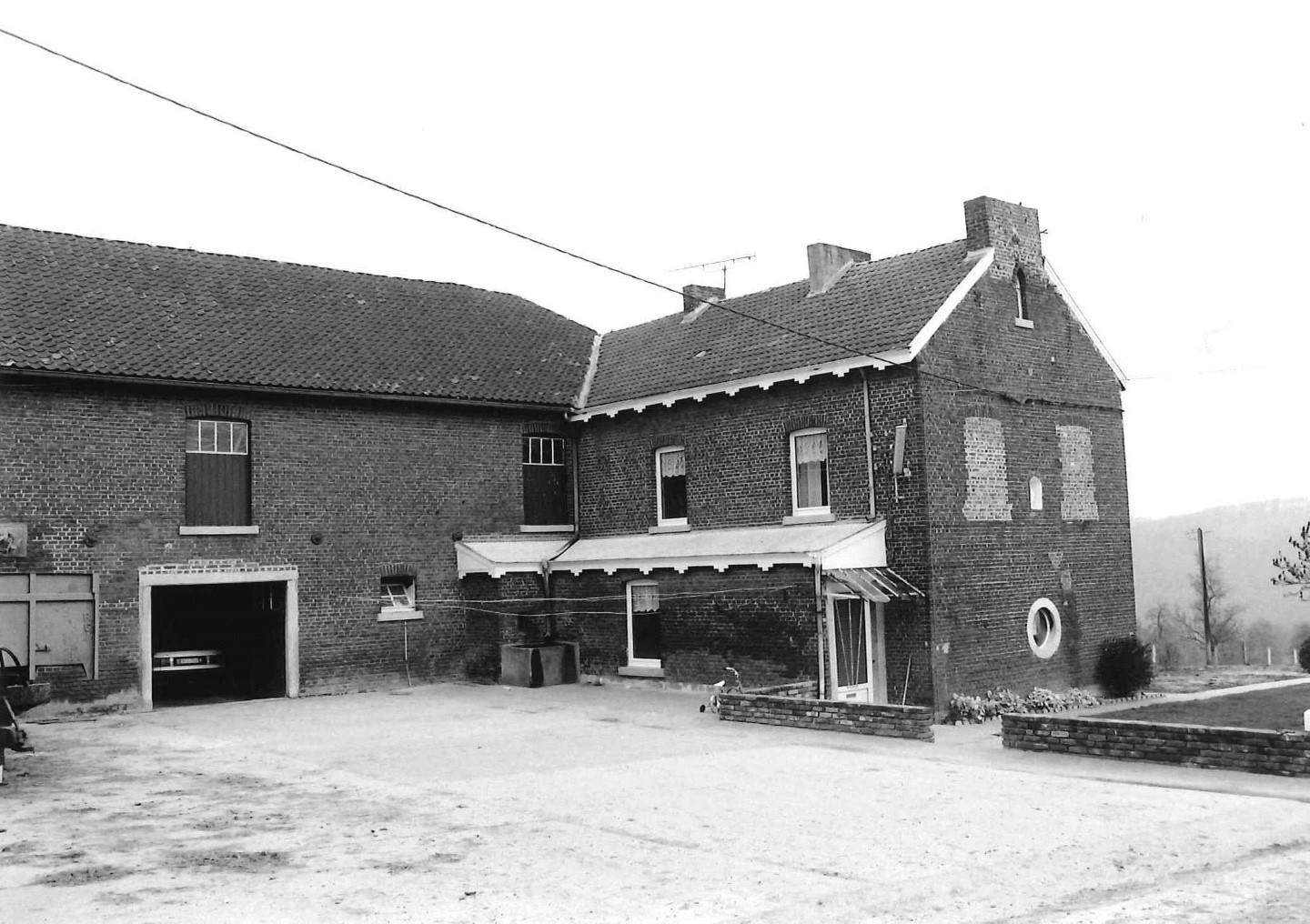
Hoeve Mariahof in 1992

Hoeve Mariahof is een boerenwoning uit 1889 die was verbonden aan het Kasteel van Ottegraeven. De hoeve wordt van water voorzien door de Pompmolen die water uit de Voer naar de hoger gelegen hoeve stuwt. Hoeve Mariahof heeft een gevelsteen met het opschrift Luce captantur omnia en het wapenschild van de toenmalige kasteelheer van Ottegraeven.
In de omgeving van de hoeve komen houtwallen, holle wegen en enkele monumentale bomen voor.